# Rolls-Royce Merlin
A Rolls-Royce Merlin a második világháború egyik leghíresebb repülőgépmotorja volt. Ezt a típust számos repülőgép meghajtására használták, amiből az egyik legismertebb a Supermarine Spitfire volt.
A Merlinből két típust terveztek. Az ismertebb a V hengerelrendezésű, 12 hengeres, a kevésbé ismert a H hengerelrendezésű, 24 hengeres, ez nem került gyártásra.

## V-Merlin
A Rolls-Royce Merlin ismertebb verziói 12 hengeres, V hengerelrendezésűek voltak. Ezeknek a lökettérfogata 27 liter volt, és maximális teljesítményüket 3000/perc fordulatszámon adták le.
A második világháború idejére a V hengerelrendezés szinte bevett gyakorlattá vált. A V-motorok viszonylag kompaktak voltak, és jelentős teljesítményt lehetett velük elérni.
A Merlin teljesítményhez hozzájárult, hogy 1940-től 100 oktános üzemanyagot alkalmaztak hozzá. Ez lehetővé tette, hogy a teljesítményt 1020 lóerőről 1300 lóerőre növeljék.
A típust kezdetben etilén-glikollal hűtötték, de a fejlesztés során viszonylag hamar átálltak a víz-glikol keverékre. A keveréknek nagyobb volt a hőkapacitása, ami miatt több hőt tudott elszállítani. Ez hozzájárult ahhoz, hogy növelni lehessen a teljesítményt.
A Merlin-nek viszonylag kicsik voltak a hengerei a Daimler-Benz repülőgépmotorokhoz képest, de a Rolls-Royce másik gyártmányához, a Griffon-hoz képest is. Ennek viszont előnye is volt, mivel kisebb hengerekbe nagyobb nyomással lehetett tölteni a levegő-benzin keveréket, mivel kisebb volt a detonáció veszélye.

## A feltöltés fejlesztése
A Merlin korai verzióinak egysebességes mechanikus-feltöltője volt, ami jellemző volt a 30-as évek repülőgépmotorjaira.
A Rolls-Royce-nál rájöttek, hogy a Merlin feltöltő-rendszerének egyes elemei nem optimálisak. Ezért újratervezték a feltöltés több elemét, ami jelentős teljesítmény-növekedést okozott. Az újratervezés révén a levegő könnyebben áramlott a feltöltő-rendszerben, amihez többek között a beömlőnyílást tervezték át.
A világháború folyamán a repülőgépmotorokat alapvetően a brit légierő igényének megfelelően fejlesztették (ők voltak a megrendelők). A világháború elején a RAF azt kérte a Rolls-Royce-tól, hogy fejlesszék ki a Merlin turbófeltöltős verzióját.
A Rolls-Royce fejlesztői viszont elutasították ezt a kérést. Ennek az volt az egyik oka, hogy rámutattak arra a tényre, hogy a Spitfire vadászgépen nincs elég hely ahhoz, hogy a nagy helyigényű turbófeltöltős rendszert kiépítsék.
Emellett egy másik módon sokkal egyszerűbben hasznosítani tudták a hengerekből kiáramló gázokat. A vállalat mérnökei azt valósították meg, hogy a kiáramló kipufogógáz energiájával közvetlenül hajtották a Spitfire-t, vagyis tolóerőt hoztak vele létre. Amennyiben turbósították volna a Merlint, úgy ez a tolóerő elveszett volna.
A feltöltés fejlesztésének következő lépése a kétsebességes feltöltő-rendszer volt. Ezt a fejlesztést a Merlin gyártásba került verziói közül először a Merlin X és a Merlin XX kapták meg, amit 1940-től gyártottak. Ezeket a verziókat többek között a Hawker Hurricane vadászgépek kapták, amiknek sürgető volt a fejlesztése.
Ugyan a háború folyamán a legtöbb figyelmet a vállalatnál a kétsebességes feltöltés kapta, de nem álltak le az egysebességes kompresszorok fejlesztésével sem. A háború alatt a Merlin-nek gyártásba kerültek olyan, egysebességes kompresszorokkal feltöltött verziói is, ami alacsony repülési magasságra optimalizáltak. Ezek a verziók a 45M és az 55M voltak és alacsony magasságon képesek voltak 1585 lóerőt leadni. Ezeket a verziókat angol nyelvterületen "cropped" néven említik. A cropped verziókat a Spitfire alacsony repülési magasságra optimalizált (LF) verzióiba építették be.
A Merlin a feltöltés fejlesztésének a végét a kétfokozatú feltöltéssel érte el, amit 1942-től kezdve alkalmaztak a gyakorlatban. Az első verzió, amin ez az újítás megjelent, a Merlin  61 volt. A kétfokozatú feltöltésre azért volt szükség, mert a Rolls-Royce-nál úgy gondolták, hogy egy egyfokozatú feltöltővel a levegőt a légköri nyomás maximum 4-szeresére lehet hatékonyan összenyomni. A kétfokozatú feltöltővel viszont 6-szoros összenyomást értek el. Ez igen jelentősen növelte a magassági teljesítmény, a Merlin új verziója 30 ezer láb (kb 9 ezer méter) magasságban kétszer akkora teljesítményt adott le, mint az egyfokozatú verziók.
A britek a kétsebességes és kétfokozatú Merlin-változatokat többféle áttétellel gyártották. Az áttétel alapvetően arra utal, hogy a feltöltő-rendszer a motor fordulatszámának hányszorosával üzemelt. Az áttétel változtatásával lehetséges volt különböző magasságra optimalizált verziókat készíteni. Ez által alakult ki az alacsonyabb magasságra optimalizált 66-os és a nagyobb magasságra optimalizált 70-es széria 1943-tól.

## A verziók csoportosítása
A Merlin verzióit leginkább a feltöltési eljárás fejlettsége alapján lehet csoportosítani. Ez alapján legalább 3, de alcsoportokkal együtt még több-féle csoportosítás lehetséges.
Az első csoportot az egysebességes feltöltővel ellátott verziók adják. Ezen verziók közül a legelsők a 30-as évek végén kerültek gyártásba és ezek voltak a legelső gyártásba került verziók. A egysebességes verziók esetében a legnagyobb ugrást a teljesítményt tekintve a 100 oktános üzemanyag jelentette, amit 1940-ben kezdtek el széles körben alkalmazni.
A következő csoportot a kétsebességes feltöltővel ellátott verziók adták. Ezek közül a legelső a Merlin XX volt, amit 1940-ben kezdtek el alkalmazni. A civil verziók közül az 500-as széria ezekből lett kifejlesztve
A csoportosításban egy lehetséges alcsoportot a késői egysebességes verziók jelenthettek. Ezeknek az volt a különlegessége, hogy eredetüket a kétsebességes Merlin XX egysebességessé való kiegyszerűsítése adta.
A késői egysebességes verziók közé tartoztak a "cropped" verziók, amiknek a feltöltő-rendszerét alacsony magasságra optimalizálták.
A feltöltést tekintve a következő lépést a kétfokozatú feltöltővel szerelt verziók jelentették, amiket 1942-től alkalmaztak a gyakorlatban. Ezek közül a legelső a Merlin 61 volt. A civil verziók közül az mk. 600-as széria lett ezekből kifejlesztve
A kétfokozatú verziókat a feltöltő-rendszer áttétele alapján lehet tovább csoportosítani.
A kétfokozatú feltöltővel ellátott Merlin verziókon belül egy külön csoportot képez a koaxiális-légcsavarokat hajtó mk 140 verzió.

## H-Merlin
A cégnél 1940 körül elkezdtek dolgozni egy H-motoron. Az újabb motor alapvetően a Merlinen alapult volna, annak az alkatrészeit használta volna fel. Viszont az újabb típus V helyett H-motor lett volna. A hengerek száma és a lökettérfogat is a Merlin alapverziójának a kétszerese lett volna.
Az új motor gyakorlatilag 4 darab, egyenként 6 hengeres sorból épült volna fel, H hengerelrendezésben. A lehető legtöbb alkatrész a V-Merlinével megegyező lett volna. A hengerek két tengelyre dolgoztak volna, és a két tengely a propellert hajtó reduktorban kapcsolódott volna össze. A reduktor koaxiális légcsavarokat hajtott volna.
A típus tanulmányával 1942-re készültek el, és a számítások szerint 3500-4000 lóerőt adott volna le. Viszont a cég inkább a gyártásban lévő V-Merlin és a Griffon fejlesztésére fókuszált, ami miatt a H-Merlin megmaradt a tervek szintjén.

## Az amerikai Merlin: a Packard V-1650
A briteknek volt egy olyan problémájuk a Merlin-el, hogy nem tudtak belőle eleget gyártani, mivel túlságosan munkaerő-igényes volt a gyártása. Ezért 1940-ben megállapodás született az amerikai Packard vállalattal, hogy az USA területén Merlin-eket fognak gyártani.
A megállapodás 1940-ben született meg és az első amerikai gyártású Merlin, a Packard V-1650 1941 augusztusában már üzemelt.
A Merlin eredeti, brit verziójával az egyik volt a probléma, hogy nem igazán volt alkalmas a tömeggyártásra. Ennek az volt az egyik oka, hogy a Merlin esetében a britek túlságosan tág tűréshatárokat állapítottak meg az illesztésekre. Ennek az volt az eredménye, hogy az alkatrészek a gyártósoron nem illettek be a helyükre, ami gyakori fennakadásokat okozott a gyártásban.
A Packard ezen okból jóval pontosabb, precízebb tűréshatárokkal áttervezte a Merlin-t, ami miatt az amerikai gyártósorokon a V-1650 alkatrészei mindig beilleszkedtek a helyükre. Ez jelentősen felgyorsította a gyártási folyamatot.

## A Merlin harckocsimotorként: Rolls-Royce Meteor
A háború kitörésekor a brit haderőnek volt egy olyan problémája, hogy nem rendelkezett egy megfelelő teljesítményű harckocsimotorral, ami jelentősen korlátozta a brit harckocsifejlesztést. Erre a problémára volt megoldás a Merlin harckocsimotorrá átdolgozott verziója, a Meteor.
A Meteor alapvetően a Merlin kiegyszerűsített, olcsóbb anyagokból épített verziója volt. A legerősebb verzió 600 lóerős volt, ami elmaradt a repülőgépmotorok teljesítményétől, de harckocsimotornak megfelelő volt.

## Fejlesztés a háború végén: 150-es teljesítményszámú üzemanyag
A Merlin korai verzióin 1940-ben elkezdték alkalmazni a 100 oktános üzemanyagot. Ezt nyugaton 130 oktánosnak nevezik, de a helyes magyar kifejezés a 130-as teljesítményszám, ami arra utal, hogy a korábbinál 30 százalékkal nagyobb teljesítményt lehetett vele elérni.
A háború végén, 1944-ben még jobb minőségű, 150-es teljesítményszámú üzemanyagot kezdtek alkalmazni a típuson. Ez a neves amerikai vadászgépnek, a P-51-nek a háború végén alkalmazott verzióin jelentősen megnövelte a kifejthető teljesítményt, mivel tovább fokozta a Merlin amúgy is magas töltőnyomását. 150-es teljesítményszámú üzemanyaggal a Merlin Amerikában licencben gyártott verziója, a Packard V-1650 1870 lóerőt tudott kifejteni.

## Túlterheléses tesztelés
A világháború folyamán a Rolls-Royce-nál ahhoz, hogy a Merlin teljesítményét és megbízhatóságát a lehető leggyorsabban tudják fejleszteni, átálltak a túlterheléses tesztelésre. Ennek következtében a Merlin-nek nem a névleges teljesítményt, hanem a túlterhelést kellett bírnia. Ennek következtében a Merlin késői verziói gond nélkül üzemeltek a névleges teljesítményen, sőt akár a túlterhelést is meghibásodás nélkül bírták. A Merlin késői verziói (Mk. 100 és későbbiek) már ennek megfelelően voltak tervezve.

## A Merlin polgári felhasználású verziói
A Rolls-Royce a Merlinből kifejlesztett polgári felhasználási verziókat is, amihez jelentős mértékben áttervezték a motort. Az első polgári felhasználású széria az 500-as volt, amely egyfokozatú feltöltővel rendelkezett.
A második civil hasznosítású széria a 600-as volt, amely kétfokozatú feltöltővel rendelkezett. Ezt a szériát jelentős mértékben áttervezték, hogy bírja a kanadai éghajlatot és az Atlanti-óceán feletti hosszú távú repüléseket. A 600-as széria feltöltőrendszerét közepes magasságra optimalizálták.